# Mistrovství Jižní Ameriky ve fotbale 1924
Mistrovství Jižní Ameriky ve fotbale 1924 bylo osmé mistrovství pořádané fotbalovou asociací CONMEBOL. Vítězem se stala Uruguayská fotbalová reprezentace, která tak obhájila titul z minulého ročníku. V roce 1924 také vyhrála turnaj na olympijských hrách.

## Tabulka
| Tým       | Z | V | R | P | VG | IG | +/- | B |
| --------- | - | - | - | - | -- | -- | --- | - |
| Uruguay   | 3 | 2 | 1 | 0 | 8  | 1  | +7  | 5 |
| Argentina | 3 | 1 | 2 | 0 | 2  | 0  | +2  | 4 |
| Paraguay  | 3 | 1 | 1 | 1 | 4  | 4  | 0   | 3 |
| Chile     | 3 | 0 | 0 | 3 | 1  | 10 | -9  | 0 |

- Brazílie se vzdala účasti.

## Zápasy
| 12. října 1924 |       |          |                                                             |
| Argentina      | 0 – 0 | Paraguay | Parque Central, Montevideo rozhodčí: Angel Minoli (Uruguay) |
|                |       |          | Parque Central, Montevideo rozhodčí: Angel Minoli (Uruguay) |

| 19. října 1924                               |       |       |                                                              |
| Uruguay                                      | 5 – 0 | Chile | Parque Central, Montevideo rozhodčí: Eduardo Jara (Paraguay) |
| Petrone 40', 53', 88' Zingone 73' Romano 78' |       |       | Parque Central, Montevideo rozhodčí: Eduardo Jara (Paraguay) |

| 25. října 1924      |       |       |                                                             |
| Argentina           | 2 – 0 | Chile | Parque Central, Montevideo rozhodčí: Angel Minoli (Uruguay) |
| Sosa 5' Loyarte 78' |       |       | Parque Central, Montevideo rozhodčí: Angel Minoli (Uruguay) |

| 26. října 1924                 |       |                 |                                                             |
| Uruguay                        | 3 – 1 | Paraguay        | Parque Central, Montevideo rozhodčí: Alberto Parodi (Chile) |
| Petrone 28' Romano 37' Cea 53' |       | Urbita Sosa 77' | Parque Central, Montevideo rozhodčí: Alberto Parodi (Chile) |

| 1. listopadu 1924           |       |                   |                                                                 |
| Paraguay                    | 3 – 1 | Chile             | Parque Central, Montevideo rozhodčí: Servando Pérez (Argentina) |
| González 15', 52' López 33' |       | David Arellano 6' | Parque Central, Montevideo rozhodčí: Servando Pérez (Argentina) |

| 2. listopadu 1924 |       |           |                                                           |
| Uruguay           | 0 – 0 | Argentina | Parque Central, Montevideo rozhodčí: Carlos Fanta (Chile) |
|                   |       |           | Parque Central, Montevideo rozhodčí: Carlos Fanta (Chile) |